# Druk Air
Друк Эйр (Druk Air Corporation Limited, дзонг-кэ འབྲུག་མཁའ་འགྲུལ་ལས་འཛིན།, вайли  'brug mkha' 'grul las 'dzin, лат. drug mkha rul la zin) — флагманская авиакомпания королевства Бутан, главный офис которой располагается на западе дзонгхага Паро. У этой авиалинии небольшое количество направлений, охватывающих соседние с Бутаном — Индию, Непал, Таиланд, Бангладеш (ранее также Мьянму). Основной базой является Международный аэропорт Паро. На логотипе компании изображён дракон — символ Бутана. Название Друк Эйр означает «драконовая авиакомпания», равно как и Бутан называется «драконовой страной».
Компания была основана в 1981 году, первый рейс в Калькутту был совершён в 1983 году.

## Флот
На март 2015 года в распоряжении авиакомпании было пять самолётов:
| Самолёт         | Флот | Пассажиров. (Бизнес/Эконом.) |
| --------------- | ---- | ---------------------------- |
| ATR 42-500      | 1    | 48                           |
| Airbus A319-100 | 4    | 118 (16/102)                 |

Авиапарк авиакомпании интересен тем, что в связи со сложными условиями взлёта в аэропорту Паро (сразу за полосой начинается высокий холм), авиакомпания заказала на свои A319 наиболее мощные двигатели из имевшихся вариантов — CFM International CFM56-5B7. Это обеспечило самолётам необходимую скороподъёмность.

## Пункты назначения
Друк Эйр совершает регулярные рейсы в следующие пункты назначения
| Пункты назначения Друк Эйр | Пункты назначения Друк Эйр | Пункты назначения Друк Эйр                              | Пункты назначения Друк Эйр |
| -------------------------- | -------------------------- | ------------------------------------------------------- | -------------------------- |
| Страна                     | Город                      | Аэропорт                                                |                            |
| Бутан                      |                            |                                                         |                            |
| Бутан                      | Паро                       | Аэропорт Паро                                           |                            |
| Азия                       |                            |                                                         |                            |
| Бангладеш                  | Дакка                      | Международный аэропорт Шахджалал                        |                            |
| Индия                      | Дели                       | Международный аэропорт имени Индиры Ганди               |                            |
| Индия                      | Гая                        | Аэропорт Гая                                            |                            |
| Индия                      | Гувахати                   | Международный аэропорт Локприя Гопинат Бордолои         |                            |
| Индия                      | Калькутта                  | Международный аэропорт имени Нетаджи Субхас Чандра Боса |                            |
| Индия                      | Силигури                   | Аэропорт Багдогра                                       |                            |
| Непал                      | Катманду                   | Международный аэропорт имени Трибхувана                 |                            |
| Таиланд                    | Бангкок                    | Суварнабхуми                                            |                            |